# Franz Weber (Politiker, 1920)
Franz Weber (* 15. Dezember 1920 in Oberperfuss (Tirol); † 5. November 2001 in Hall in Tirol) war ein österreichischer Politiker (ÖVP).

## Leben
Nach der Volksschule war Franz Weber Schüler am Bischöflichen Gymnasium Paulinum in Schwaz, an welchem er 1938 maturierte. Nach zwei Jahren Oberschule begann Weber Rechtswissenschaften an der Universität Innsbruck zu studieren. Das Jahr seiner Promotion ist nicht bekannt.
Während des Zweiten Weltkriegs musste Weber auch Militärdienst leisten. Er wurde dem 133. Infanterie-Regiment der 45. Infanterie-Division der Wehrmacht zugeordnet, die zu diesem Zeitpunkt in Polen stationiert war und sich auf Kämpfe mit der Sowjetunion vorbereitete. Dort erlebte er die unfassbare Grausamkeit gegenüber den Juden aus nächster Nähe. Bis zum Sommer 1944 war die Einheit, in welcher Weber diente, relativ unbeeinflusst durch die NSDAP geblieben. Dies änderte sich nach dem Attentatsversuch auf Hitler jedoch drastisch. Bis dahin fühlte sich Weber seiner Einheit verpflichtet. Ende 1944 wurde Webers Einheit nach Italien verlegt, wo sich ihm die Möglichkeit bot, zu den Amerikanern überzulaufen. Die Desertion war ein großer Schritt für ihn. Als er seine Mitschuld an den schweren Verbrechen der Nationalsozialisten erkannte, übernahm er willentlich riskante Aufgaben.
Er wurde als Spion des OSS der Operation Greenup zugeteilt. Zusammen mit Fred Mayer und Hans Wijnberg, zwei in die USA emigrierten Juden, sprang er am 26. Februar 1945 über den Tiroler Bergen mit dem Fallschirm ab und schlug sich mit ihnen in sein Heimatdorf durch. Unterstützt von seiner Familie und der Familie seiner Verlobten Anni Niederkircher bauten die drei Spione eine Zelle auf, die vor allem Informationen über die Zugbewegungen über den Brenner (Nachschub der Wehrmacht für die italienische Front) sowie die angebliche Alpenfestung an das amerikanische Hauptquartier in Bari funkten.
Von 1945 bis 1946 übernahm er kurzzeitig interimistisch die Bundespolizeidirektion in Innsbruck; doch fühlte er sich in der Politik besser aufgehoben. 1946 fand Weber Arbeit als Sekretär beim Tiroler Bauernbund, einer heutigen Teilorganisation der ÖVP. Bereits 1947 wurde er Landessekretär des Bauernbundes und 1953 Leitender Angestellter der Tiroler Landarbeiterkammer.
Sein politischer Werdegang begann 1949, als er für die ÖVP als Abgeordneter in den Tiroler Landtag einzog. Im Mai 1954 wurde Weber als Mitglied des Bundesrats in Wien vereidigt; in der Zeit vom 26. Mai bis zum 20. Juni 1954 fungierte Weber als Präsident des Bundesrates.
Im Mai 1958 wechselte Weber vom Bundesrat in den Nationalrat, in dem er bis Juni 1959, knapp ein Jahr, ein Abgeordnetenmandat innehatte. Zuletzt saß er von Juni 1959 bis Mai 1961 erneut im Bundesrat.

## Auszeichnungen
- Ehrenzeichen des Landes Tirol
- Großes Goldenes Ehrenzeichen für Verdienste um die Republik Österreich